# HMS Sea Rover (P218)
Pour les autres navires du même nom, voir Sea Rover.
Le HMS Sea Rover (numéro de coque P218) est un sous-marin de la troisième série d'unités de la classe S, construit pour la Royal Navy pendant la Seconde Guerre mondiale par Scotts Shipbuilding and Engineering Company à Greenock en Écosse.

## Conception et description

Schéma d'un sous-marin de classe S.

Les sous-marins de la classe S ont été conçus pour patrouiller dans les eaux resserrées de la mer du Nord et de la mer Méditerranée. Les sous-marins de la troisième série de cette classe étaient légèrement plus grands et améliorés par rapport à la série précédente. Ces sous-marins avaient une longueur hors tout de 66,1 mètres, une largeur de 7,2 m et un tirant d'eau de 4,5 m. Leur déplacement était de 879 tonnes en surface et 1 006 tonnes en immersion. Les sous-marins de la classe S avaient un équipage de 48 officiers et matelots. Ils pouvaient plonger jusqu'à la profondeur de 90 m.
Pour la navigation en surface, ces navires étaient propulsés par deux moteurs Diesel de 950 ch (708 kW), chacun entraînant un arbre et une hélice distincte. En immersion, les hélices étaient entraînées par un moteur électrique de 650 ch (485 kW). Ils pouvaient atteindre 15 nœuds (28 km/h) en surface et 10 nœuds (19 km/h) en plongée. Les sous-marins de la troisième série avaient une autonomie en surface de 6 000 milles marins (11 000 km) à 10 nœuds (19 km/h), et en plongée de 120 milles (220 km) à 3 nœuds (5,6 km/h).
Ces navires étaient armés de sept tubes lance-torpilles de 21 pouces (533 mm). Une demi-douzaine de ces tubes étaient à l'avant, et il y avait un tube externe à l'arrière. Ils transportaient six torpilles de rechange pour les tubes d'étrave, et un total de treize torpilles. Douze mines pouvaient être transportées à la place des torpilles stockées à l’intérieur. Ils étaient également armés d'un canon de pont de 3 pouces (76 mm). Les navires du troisième groupe de la classe S étaient équipés d’un système ASDIC de type 129AR ou 138 et d'un radar d'alerte précoce de type 291 ou 291 W.

## Construction et carrière
Commandé le 4 avril 1940 dans le cadre du programme de construction de 1940, le HMS Sea Rover est mis sur cale aux chantiers Scotts Shipbuilding and Engineering Company à Greenock en Écosse le 14 avril 1941 et lancé le 25 février 1943. Le 5 juillet 1943, le Sea Rover, sous le commandement du Lieutenant John P. Angell, quitte le chantier naval pour se rendre à Holy Loch, où il a été admis en service dans la Royal Navy deux jours plus tard, le 27 juillet 1943,.
Entre juillet et septembre 1943, le Sea Rover effectue des exercices avec divers autres sous-marins et navires de surface au large du fleuve Clyde et de Larne. Du 9 au 24 octobre, le sous-marin patrouille au large de la Norvège, mais ne voit aucune cible. Le 27 novembre 1943, le Sea Rover est réaffecté au théâtre du Pacifique; il quitte Holy Loch, et après un séjour à Casablanca, part pour Beyrouth le 22 décembre. Il continue par le canal de Suez et Colombo, et arrive à Trincomalee à Ceylan le 10 février 1944.
Le 21 février 1944, le sous-marin part en patrouille dans le détroit de Malacca; le 3 mars, il aperçoit un sous-marin japonais, peut-être le sous-marin de classe Ro-100 : le RO-111, et tire six torpilles; le sous-marin japonais change de cap, peut-être pour échapper aux torpilles, mais on n'observe aucun impact. Plus tard dans la journée, le Sea Rover coule le navire marchand japonais Matsu Maru No.1 sous les tirs d'artillerie; trois jours plus tard, le sous-marin coule un grand caboteur japonais sous les tirs du canon de pont principal de 76 mm et du canon de 20 mm Oerlikon AA. Le 8 mars, le sous-marin aperçoit un convoi de cinq navires marchands, avec une escorte; il torpille et coule le navire de transport japonais Shobu Maru. Il retourne ensuite à Trincomalee le 13 mars.
Le 1er avril, le Sea Rover part en patrouille au large de Diamond Point, à Sumatra; le 10, il tire six torpilles sur un grand navire marchand, mais le manque. Le 20, le sous-marin fait surface en ouvrant le feu avec son canon de pont sur un train de marchandises à Lhokseumawe, Sumatra; après avoir tiré 59 obus, le train a été considéré comme détruit. Il est ensuite rentré au port le 25. Le sous-marin reçoit alors l'ordre de patrouiller au large de Penang, et le 18 mai, il pose un champ de mines de huit mines au large de la péninsule malaise. Quatre jours plus tard, il torpille la canonnière japonaise Kosho Maru au sud du port de Penang tout en attaquant un convoi de deux navires marchands. Il ne lui reste plus que sa torpille arrière, et il arrive au port de Trincomalee le 28 mai.
Le sous-marin commence sa patrouille suivante le 16 juin 1944; quatre jours plus tard, il est bombardé sans succès par un avion ennemi. Plus tard dans la journée, il aperçoit un sous-marin japonais, probablement le I-8, mais ne peut pas manœuvrer en position d'attaque. Dans la soirée du 26 juin, le Sea Rover est attaqué par des charges de profondeurs par deux navires anti-sous-marins japonais au sud de Penang, subissant des dommages considérables aux équipements et instruments internes, et embarquant deux tonnes d'eau. Le lendemain, le commandant du sous-marin décide de couler un voilier avec des charges de démolition pour remonter le moral de son équipage, puis dans les jours suivants, il détruit deux autres voiliers par des tirs d'artillerie.
Après avoir été réparé, le sous-marin est chargé de récupérer les aviateurs abattus au-dessus de l'océan Indien. Aucun avion allié n'a été vu, mais le sous-marin est attaqué à plusieurs reprises par des avions ennemis avec des bombes et des mitrailleuses. Après un arrêt dans le golfe d'Exmouth, il termine sa patrouille à Fremantle, en Australie. Au cours de ses deux patrouilles suivantes, le Sea Rover coule deux petits bateaux, mais le 17 décembre, le sous-marin entre en collision avec la corvette HMAS Bunbury; des réparations temporaires sont effectuées pour lui permettre de rentrer en Grande-Bretagne. Il arrive à Portsmouth le 13 mars, puis fait la traversée jusqu'à Philadelphie sous les ordres du Lieutenant H. S. May, où il arrive le 26 avril. Le sous-marin est ensuite remis en état dans le chantier naval Philadelphia Naval Shipyard de Philadelphie jusqu'en septembre 1945, date à laquelle il revient en Grande-Bretagne et est placé en réserve.
Le Sea Rover est vendu à la ferraille en octobre 1949 et a été démantelé à Faslane, en Écosse.

## Palmarès
Au cours de son service dans la Royal Navy, le Sea Rover a coulé neuf navires pour un total confirmé de 3 370 tonneaux de jauge brute (TJB), plus environ mille TJB de petits navires.
| Date            | Nom du navire   | Tonnage | Nationalité                | Destin et position                                          |
| --------------- | --------------- | ------- | -------------------------- | ----------------------------------------------------------- |
| 3 mars 1944     | Matsu Maru No.1 | -       | Empire du Japon            | Coulé au canon au 4° 55′ N, 100° 12′ E                      |
| 6 mars 1944     | Inconnu         | ~750    | Empire du Japon            | Coulé au canon au 3° 31′ N, 99° 15′ E                       |
| 8 mars 1944     | Shobu Maru      | 2 005   | Empire du Japon            | Torpillé et coulé au 3° 38′ N, 99° 12′ E                    |
| 22 mai 1944     | Kosho Maru      | 1 365   | Marine impériale japonaise | Torpillé et coulé au 4° 52′ N, 100° 16′ E                   |
| 27 juin 1944    | Inconnu         | ~25     | Empire du Japon            | Coulé avec des charges de démolition au 4° 54′ N, 99° 32′ E |
| 5 juillet 1944  | Inconnu         | ~50     | Empire du Japon            | Coulé au canon au 5° 38′ N, 99° 57′ E                       |
| 5 juillet 1944  | Inconnu         | ~40     | Empire du Japon            | Coulé au canon au 5° 38′ N, 99° 57′ E                       |
| 4 octobre 1944  | Inconnu         | ~80     | Empire du Japon            | Coulé au canon au 8° 04′ S, 117° 55′ E                      |
| 7 décembre 1944 | Inconnu         | -       | Empire du Japon            | Coulé au canon au 3° 12′ S, 118° 43′ E                      |

## Commandants
- Lieutenant (Lt.) John Peter Angell (RN) du 30 août 1943 au 23 mars 1945.
- Lieutenant (Lt.) Hugh Seaburne May (RN) du 23 mars 1945 au 27 décembre 1945.

Notes: RN = Royal Navy